# 台州市郊铁路
台州市郊铁路为中华人民共和国浙江省台州城市轨道交通线路之一，于2020年5月12日召开预可研评审会，同年6月19日召开了可研报告评审会。该项目力争与金台铁路同步建成、同步验收、同步运营。11月4日，台州市铁投党支部召开会议，提出加快推进金台市郊列车。该项目于2021年8月11日正式运营。

## 线路
台州市郊铁路由两条线路组成，一条为头门港站至临海南站，一条为仙居站至台州南站，这两条市郊铁路可换乘台州市域铁路S1、S2以及S3线。投资预估算2.77亿元，计划6个月的建设工期，计划开通仙居南站、下各站、括苍站、临海南站、汛桥站、临海东站、台州西站、杜桥站、头门港站等11个车站，一期工程开办仙居南站、临海南站、台州站、杜桥站、头门港站。
线路一：仙居南站—临海南站—台州西站，运营最高时速160公里，线路长度约62公里，全线运营时间约29分钟。
线路二：头门港站—杜桥站—临海南站，其中，头门港站—临海东站最高时速为120公里，临海东站—临海南站最高时速为160公里，线路长约57公里，全线运营时间约37分钟。

## 项目进程
2020年8月21日，中国铁路上海局集团有限公司组织召开项目实施方案审查会。同年9月17日，省发改委书面授权委托市发改委审批。同年9月24日，车辆融资租赁方案通过。同年11月18日，台州市召开金台铁路市郊列车项目施工图审查会。11月25日，金台铁路市郊列车项目正式和中车四方签订动车组采购意向协议。12月，台州市郊列车模型曝光。2021年6月，金温公司全面启动金台铁路（台州段）开行市郊列车一期工程竣工验收工作。
2021年8月11日台州市郊铁路正式运营。每日开行11.5对列车，线路一每日开行6.5对，线路二每日开行5对。

## 票务
市民可通过“台州市郊铁路乘车码”小程序、人工售票口、刷脸、自动售票机或公交卡刷卡进站等渠道购票乘车。
| 仙居南 |        |        |      |        |
| 10     | 临海南 |        |      |        |
| 14     | 6      | 台州西 |      |        |
| -      | 9      | -      | 杜桥 |        |
| -      | 13     | -      | 6    | 头门港 |
| ------ | ------ | ------ | ---- | ------ |

## 列车
台州市域铁路采用配属金温铁道公司台州西客整所的2组CRH6F-A型电力动车组。这两组列车分别披有“山海蓝”和“金秋黄”两种主色调涂装，冠名“和合号”，展现了台州“山海水城”的城市魅力，表达“金秋硕果”的美好寓意。同时，车身上下色带交汇融合，彰显当地“和合文化”。。
- “和合号”列车车头，为金秋黄涂装（车次为S2610次）
- 车厢内饰，座位排布与中国铁路其他CRH6F-A大致相同
- 车厢内部的LCD电子线路图